# Världscupen i alpin skidåkning 1998/1999
Världscupen i alpin skidåkning 1998/1999 inleddes i Sölden den 24 oktober 1998 och avslutades 14 mars 1999 i Sierra Nevada. Segrare i totala världscupen blev Lasse Kjus och Alexandra Meissnitzer

## Tävlingskalender

### Herrar

#### Störtlopp
| Datum            | Ort                     | Etta                           | Tvåa                           | Trea                           |
| ---------------- | ----------------------- | ------------------------------ | ------------------------------ | ------------------------------ |
| 12 december 1998 | Val d’Isère (Frankrike) | Lasse Kjus (Norge)             | Luca Cattaneo (Italien)        | Erik Seletto (Italien)         |
| 18 december 1998 | Val Gardena (Italien)   | Lasse Kjus (Norge)             | Werner Franz (Österrike)       | Hermann Maier (Österrike)      |
| 19 december 1998 | Val Gardena (Italien)   | Kristian Ghedina (Italien)     | Lasse Kjus (Norge)             | Werner Franz (Österrike)       |
| 29 december 1998 | Bormio (Italien)        | Hermann Maier (Österrike)      | Fritz Strobl (Österrike)       | Stephan Eberharter (Österrike) |
| 16 januari 1999  | Wengen (Schweiz)        | Lasse Kjus (Norge)             | Hannes Trinkl (Österrike)      | Hans Knauß (Österrike)         |
| 22 januari 1999  | Kitzbühel (Österrike)   | Lasse Kjus (Norge)             | Kjetil André Aamodt (Norge)    | Werner Franz (Österrike)       |
| 23 januari 1999  | Kitzbühel (Österrike)   | Hans Knauß (Österrike)         | Peter Rzehak (Österrike)       | Werner Franz (Österrike)       |
| 5 mars 1999      | Kvitfjell (Norge)       | Andreas Schifferer (Österrike) | Stephan Eberharter (Österrike) | Kjetil André Aamodt (Norge)    |
| 6 mars 1999      | Kvitfjell (Norge)       | Andreas Schifferer (Österrike) | Lasse Kjus (Norge)             | Stephan Eberharter (Österrike) |
| 10 mars 1999     | Sierra Nevada (Spanien) | Lasse Kjus (Norge)             | Chad Fleischer (USA)           | Audun Grønvold (Norge)         |

#### Super-G
| Datum            | Ort                     | Etta                           | Tvåa                           | Trea                           |
| ---------------- | ----------------------- | ------------------------------ | ------------------------------ | ------------------------------ |
| 27 november 1998 | Aspen (USA)             | Stephan Eberharter (Österrike) | Hermann Maier (Österrike)      | Christian Mayer (Österrike)    |
| 13 december 1998 | Val d’Isère (Frankrike) | Hermann Maier (Österrike)      | Stephan Eberharter (Österrike) | Lasse Kjus (Norge)             |
| 21 december 1998 | Innsbruck (Österrike)   | Hermann Maier (Österrike)      | Christian Mayer (Österrike)    | Fritz Strobl (Österrike)       |
| 9 januari 1999   | Schladming (Österrike)  | Hermann Maier (Österrike)      | Rainer Salzgeber (Österrike)   | Hans Knauß (Österrike)         |
| 7 mars 1999      | Kvitfjell (Norge)       | Hermann Maier (Österrike)      | Stephan Eberharter (Österrike) | Andreas Schifferer (Österrike) |
| 11 mars 1999     | Sierra Nevada (Spanien) | Christian Mayer (Österrike)    | Andreas Schifferer (Österrike) | Josef Strobl (Österrike)       |

#### Storslalom
| Datum            | Ort                       | Etta                           | Tvåa                           | Trea                           |
| ---------------- | ------------------------- | ------------------------------ | ------------------------------ | ------------------------------ |
| 25 oktober 1998  | Sölden (Österrike)        | Hermann Maier (Österrike)      | Stephan Eberharter (Österrike) | Heinz Schilchegger (Österrike) |
| 20 november 1998 | Park City (USA)           | Stephan Eberharter (Österrike) | Christian Mayer (Österrike)    | Marco Büchel (Liechtenstein)   |
| 20 december 1998 | Alta Badia (Italien)      | Michael von Grünigen (Schweiz) | Patrick Holzer (Italien)       | Andreas Schifferer (Österrike) |
| 5 januari 1999   | Kranjska Gora (Slovenien) | Patrick Holzer (Italien)       | Christian Mayer (Österrike)    | Hans Knauß (Österrike)         |
| 10 januari 1999  | Flachau (Österrike)       | Benjamin Raich (Österrike)     | Michael von Grünigen (Schweiz) | Hermann Maier (Österrike)      |
| 12 januari 1999  | Adelboden (Schweiz)       | Hermann Maier (Österrike)      | Kjetil André Aamodt (Norge)    | Benjamin Raich (Österrike)     |
| 27 februari 1999 | Ofterschwang (Tyskland)   | Stephan Eberharter (Österrike) | Hans Knauß (Österrike)         | Michael von Grünigen (Schweiz) |
| 14 mars 1999     | Sierra Nevada (Spanien)   | Michael von Grünigen (Schweiz) | Steve Locher (Schweiz)         | Heinz Schilchegger (Österrike) |

#### Slalom
| Datum            | Ort                       | Etta                             | Tvåa                             | Trea                        |
| ---------------- | ------------------------- | -------------------------------- | -------------------------------- | --------------------------- |
| 22 november 1998 | Park City (USA)           | Pierrick Bourgeat (Frankrike)    | Hans Petter Buraas (Norge)       | Christian Mayer (Österrike) |
| 28 november 1998 | Aspen (USA)               | Thomas Stangassinger (Österrike) | Sébastien Amiez (Frankrike)      | Tom Stiansen (Norge)        |
| 14 december 1998 | Sestriere (Italien)       | Finn Christian Jagge (Norge)     | Thomas Stangassinger (Österrike) | Jure Košir (Slovenien)      |
| 6 januari 1999   | Kranjska Gora (Slovenien) | Jure Košir (Slovenien)           | Thomas Stangassinger (Österrike) | Benjamin Raich (Österrike)  |
| 7 januari 1999   | Schladming (Österrike)    | Benjamin Raich (Österrike)       | Pierrick Bourgeat (Frankrike)    | Kjetil André Aamodt (Norge) |
| 17 januari 1999  | Wengen (Schweiz)          | Benjamin Raich (Österrike)       | Michael von Grünigen (Schweiz)   | Lasse Kjus (Norge)          |
| 24 januari 1999  | Kitzbühel (Österrike)     | Jure Košir (Slovenien)           | Didier Plaschy (Schweiz)         | Giorgio Rocca (Italien)     |
| 28 februari 1999 | Ofterschwang (Tyskland)   | Finn Christian Jagge (Norge)     | Thomas Stangassinger (Österrike) | Kjetil André Aamodt (Norge) |
| 13 mars 1999     | Sierra Nevada (Spanien)   | Thomas Stangassinger (Österrike) | Kjetil André Aamodt (Norge)      | Marco Casanova (Schweiz)    |

#### Alpin kombination
| Datum              | Ort                   | Etta                        | Tvåa                        | Trea                      |
| ------------------ | --------------------- | --------------------------- | --------------------------- | ------------------------- |
| 16-17 januari 1999 | Wengen (Schweiz)      | Lasse Kjus (Norge)          | Kjetil André Aamodt (Norge) | Hermann Maier (Österrike) |
| 23-24 januari 1999 | Kitzbühel (Österrike) | Kjetil André Aamodt (Norge) | Lasse Kjus (Norge)          | Paul Accola (Schweiz)     |

### Damer

#### Störtlopp
| Datum            | Ort                                | Etta                              | Tvåa                             | Trea                              |
| ---------------- | ---------------------------------- | --------------------------------- | -------------------------------- | --------------------------------- |
| 27 november 1998 | Lake Louise (Kanada)               | Renate Götschl (Österrike)        | Isolde Kostner (Italien)         | Alexandra Meissnitzer (Österrike) |
| 28 november 1998 | Lake Louise (Kanada)               | Renate Götschl (Österrike)        | Isolde Kostner (Italien)         | Regina Häusl (Tyskland)           |
| 18 december 1998 | Veysonnaz (Schweiz)                | Hilde Gerg (Tyskland)             | Pernilla Wiberg (Sverige)        | Bibiana Perez (Italien)           |
| 19 december 1998 | Veysonnaz (Schweiz)                | Alexandra Meissnitzer (Österrike) | Régine Cavagnoud (Frankrike)     | Renate Götschl (Österrike)        |
| 16 januari 1999  | Sankt Anton am Arlberg (Österrike) | Corinne Rey-Bellet (Schweiz)      | Michaela Dorfmeister (Österrike) | Hilde Gerg (Tyskland)             |
| 21 januari 1999  | Cortina d’Ampezzo (Italien)        | Régine Cavagnoud (Frankrike)      | Isolde Kostner (Italien)         | Hilde Gerg (Tyskland)             |
| 27 februari 1999 | Åre (Sverige)                      | Renate Götschl (Österrike)        | Michaela Dorfmeister (Österrike) | Regina Häusel (Tyskland)          |
| 5 mars 1999      | Sankt Moritz (Schweiz)             | Renate Götschl (Österrike)        | Michaela Dorfmeister (Österrike) | Isolde Kostner (Italien)          |
| 10 mars 1999     | Sierra Nevada (Spanien)            | Alexandra Meissnitzer (Österrike) | Ingeborg Helen Marken (Norge)    | Mélanie Turgeon (Kanada)          |

#### Super-G
| Datum            | Ort                                | Etta                                 | Tvåa                              | Trea                             |
| ---------------- | ---------------------------------- | ------------------------------------ | --------------------------------- | -------------------------------- |
| 29 november 1998 | Lake Louise (Kanada)               | Alexandra Meissnitzer (Österrike)    | Pernilla Wiberg (Sverige)         | Hilde Gerg (Tyskland)            |
| 4 december 1998  | Mammoth Mountain (USA)             | Christiane Mitterwallner (Österrike) | Renate Götschl (Österrike)        | Martina Ertl (Tyskland)          |
| 10 december 1998 | Val d’Isère (Frankrike)            | Alexandra Meissnitzer (Österrike)    | Martina Ertl (Tyskland)           | Régine Cavagnoud (Frankrike)     |
| 2 januari 1999   | Maribor (Slovenien)                | Hilde Gerg (Tyskland)                | Martina Ertl (Tyskland)           | Michaela Dorfmeister (Österrike) |
| 16 januari 1999  | Sankt Anton am Arlberg (Österrike) | Corinne Rey-Bellet (Schweiz)         | Alexandra Meissnitzer (Österrike) | Michaela Dorfmeister (Österrike) |
| 22 januari 1999  | Cortina d’Ampezzo (Italien)        | Renate Götschl (Österrike)           | Martina Ertl (Tyskland)           | Régine Cavagnoud (Frankrike)     |
| 23 januari 1999  | Cortina d’Ampezzo (Italien)        | Régine Cavagnoud (Frankrike)         | Sylviane Berthod (Schweiz)        | Michaela Dorfmeister (Österrike) |
| 6 mars 1999      | Sankt Moritz (Schweiz)             | Michaela Dorfmeister (Österrike)     | Renate Götschl (Österrike)        | Kathleen Monahan (USA)           |

#### Storslalom
| Datum            | Ort                         | Etta                              | Tvåa                              | Trea                              |
| ---------------- | --------------------------- | --------------------------------- | --------------------------------- | --------------------------------- |
| 24 oktober 1998  | Sölden (Österrike)          | Andrine Flemmen (Norge)           | Alexandra Meissnitzer (Österrike) | Deborah Compagnoni (Italien)      |
| 19 november 1998 | Park City (USA)             | Alexandra Meissnitzer (Österrike) | Martina Ertl (Tyskland)           | Birgit Heeb (Liechtenstein)       |
| 11 december 1998 | Val d’Isère (Frankrike)     | Alexandra Meissnitzer (Österrike) | Deborah Compagnoni (Italien)      | Anita Wachter (Österrike)         |
| 27 december 1998 | Semmering (Österrike)       | Anita Wachter (Österrike)         | Alexandra Meissnitzer (Österrike) | Andrine Flemmen (Norge)           |
| 2 januari 1999   | Maribor (Slovenien)         | Anita Wachter (Österrike)         | Sonja Nef (Schweiz)               | Alexandra Meissnitzer (Österrike) |
| 24 januari 1999  | Cortina d’Ampezzo (Italien) | Alexandra Meissnitzer (Österrike) | Martina Ertl (Tyskland)           | Anita Wachter (Österrike)         |
| 22 februari 1999 | Åre (Sverige)               | Alexandra Meissnitzer (Österrike) | Anita Wachter (Österrike)         | Andrine Flemmen (Norge)           |
| 24 februari 1999 | Åre (Sverige)               | Anita Wachter (Österrike)         | Andrine Flemmen (Norge)           | Sonja Nef (Schweiz)               |
| 13 mars 1999     | Sierra Nevada (Spanien)     | Anita Wachter (Österrike)         | Anna Ottosson (Sverige)           | Andrine Flemmen (Norge)           |

#### Slalom
| Datum            | Ort                                | Etta                      | Tvåa                           | Trea                           |
| ---------------- | ---------------------------------- | ------------------------- | ------------------------------ | ------------------------------ |
| 21 november 1998 | Park City (USA)                    | Urška Hrovat (Slovenien)  | Sabine Egger (Österrike)       | Janica Kostelić (Kroatien)     |
| 3 december 1998  | Mammoth Mountain (USA)             | Anja Pärson (Sverige)     | Zali Steggall (Australien)     | Ingrid Salvenmoser (Österrike) |
| 20 december 1998 | Veysonnaz (Schweiz)                | Karin Roten (Schweiz)     | Kristina Koznick (USA)         | Anja Pärson (Sverige)          |
| 28 december 1998 | Semmering (Österrike)              | Kristina Koznick (USA)    | Karin Roten (Schweiz)          | Pernilla Wiberg (Sverige)      |
| 3 januari 1999   | Maribor (Slovenien)                | Pernilla Wiberg (Sverige) | Hilde Gerg (Tyskland)          | Ylva Nowén (Sverige)           |
| 8 januari 1999   | Berchtesgaden (Tyskland)           | Sabine Egger (Österrike)  | Ingrid Salvenmoser (Österrike) | Pernilla Wiberg (Sverige)      |
| 17 januari 1999  | Sankt Anton am Arlberg (Österrike) | Trine Bakke (Norge)       | Anja Pärson (Sverige)          | Janica Kostelić (Kroatien)     |
| 23 februari 1999 | Åre (Sverige)                      | Špela Pretnar (Slovenien) | Trine Bakke (Norge)            | Anja Pärson (Sverige)          |

#### Alpin kombination
| Datum               | Ort                                | Etta                       | Tvåa                    | Trea                |
| ------------------- | ---------------------------------- | -------------------------- | ----------------------- | ------------------- |
| 19-20 december 1998 | Veysonnaz (Schweiz)                | Hilde Gerg (Tyskland)      | Martina Ertl (Tyskland) | Trude Gimle (Norge) |
| 16-17 januari 1999  | Sankt Anton am Arlberg (Österrike) | Janica Kostelić (Kroatien) | Hilde Gerg (Tyskland)   | Trude Gimle (Norge) |

## Världscupställningar

### Totala världscupen
| Placering | Namn                 | Land      | Poäng |
| --------- | -------------------- | --------- | ----- |
| 01        | Lasse Kjus           | Norge     | 1465  |
| 02        | Kjetil André Aamodt  | Norge     | 1442  |
| 03        | Hermann Maier        | Österrike | 1307  |
| 04        | Stephan Eberharter   | Österrike | 1079  |
| 05        | Hans Knauß           | Österrike | 0913  |
| 06        | Andreas Schifferer   | Österrike | 0901  |
| 07        | Christian Mayer      | Österrike | 0766  |
| 08        | Michael von Grünigen | Schweiz   | 0705  |
| 09        | Werner Franz         | Österrike | 0614  |
| 10        | Benjamin Raich       | Österrike | 0575  |
| 11        | Thomas Stangassinger | Österrike | 0566  |
| 12        | Jure Košir           | Slovenien | 0525  |
| 13        | Paul Accola          | Schweiz   | 0494  |
| 14        | Fritz Strobl         | Österrike | 0445  |
| 15        | Didier Cuche         | Schweiz   | 0436  |
| 16        | Finn Christian Jagge | Norge     | 0386  |
| 16        | Steve Locher         | Schweiz   | 0386  |
| 18        | Pierrick Bourgeat    | Frankrike | 0363  |
| 19        | Josef Strobl         | Österrike | 0361  |
| 20        | Kristian Ghedina     | Italien   | 0355  |

| Placering | Namn                  | Land      | Poäng |
| --------- | --------------------- | --------- | ----- |
| 01        | Alexandra Meissnitzer | Österrike | 1672  |
| 02        | Hilde Gerg            | Tyskland  | 1179  |
| 03        | Renate Götschl        | Österrike | 1035  |
| 04        | Martina Ertl          | Tyskland  | 0987  |
| 05        | Pernilla Wiberg       | Sverige   | 0924  |
| 06        | Michaela Dorfmeister  | Österrike | 0920  |
| 07        | Régine Cavagnoud      | Frankrike | 0764  |
| 08        | Anita Wachter         | Österrike | 0756  |
| 09        | Andrine Flemmen       | Norge     | 0728  |
| 10        | Corinne Rey-Bellet    | Schweiz   | 0720  |
| 11        | Janica Kostelić       | Kroatien  | 0667  |
| 12        | Anja Pärson           | Sverige   | 0566  |
| 13        | Regina Häusl          | Tyskland  | 0533  |
| 14        | Isolde Kostner        | Italien   | 0532  |
| 15        | Sonja Nef             | Schweiz   | 0454  |
| 16        | Sylviane Berthod      | Schweiz   | 0438  |
| 17        | Sabine Egger          | Österrike | 0425  |
| 17        | Florence Masnada      | Frankrike | 0425  |
| 19        | Špela Pretnar         | Slovenien | 0422  |
| 20        | Brigitte Obermoser    | Österrike | 0398  |

### Störtlopp
| Placering | Namn                | Land      | Poäng |
| --------- | ------------------- | --------- | ----- |
| 01        | Lasse Kjus          | Norge     | 760   |
| 02        | Andreas Schifferer  | Österrike | 438   |
| 03        | Werner Franz        | Österrike | 427   |
| 04        | Hans Knauß          | Österrike | 399   |
| 05        | Kjetil André Aamodt | Norge     | 397   |
| 06        | Hermann Maier       | Österrike | 360   |
| 07        | Stephan Eberharter  | Österrike | 339   |
| 08        | Kristian Ghedina    | Italien   | 296   |
| 09        | Hannes Trinkl       | Österrike | 274   |
| 10        | Fritz Strobl        | Österrike | 231   |
| 11        | Audun Grønvold      | Norge     | 201   |
| 12        | Patrik Järbyn       | Sverige   | 198   |
| 13        | Didier Cuche        | Schweiz   | 196   |
| 14        | Luca Cattaneo       | Italien   | 195   |
| 15        | Chad Fleischer      | USA       | 191   |
| 16        | Peter Rzehak        | Österrike | 158   |
| 17        | Bruno Kernen        | Schweiz   | 143   |
| 18        | Kenneth Sivertsen   | Norge     | 143   |
| 19        | Josef Strobl        | Österrike | 142   |
| 20        | Peter Runggaldier   | Italien   | 115   |

| Placering | Namn                  | Land      | Poäng |
| --------- | --------------------- | --------- | ----- |
| 01        | Renate Götschl        | Österrike | 610   |
| 02        | Alexandra Meissnitzer | Österrike | 468   |
| 03        | Michaela Dorfmeister  | Österrike | 454   |
| 04        | Hilde Gerg            | Tyskland  | 401   |
| 05        | Isolde Kostner        | Italien   | 371   |
| 06        | Regina Häusl          | Tyskland  | 330   |
| 07        | Florence Masnada      | Frankrike | 316   |
| 08        | Régine Cavagnoud      | Frankrike | 295   |
| 09        | Corinne Rey-Bellet    | Schweiz   | 251   |
| 10        | Ingeborg Helen Marken | Norge     | 247   |
| 11        | Carole Montillet      | Frankrike | 212   |
| 12        | Martina Ertl          | Tyskland  | 181   |
| 13        | Brigitte Obermoser    | Österrike | 180   |
| 14        | Pernilla Wiberg       | Sverige   | 164   |
| 15        | Mélanie Turgeon       | Kanada    | 157   |
| 16        | Patrizia Bassis       | Italien   | 152   |
| 17        | Sylviane Berthod      | Schweiz   | 146   |
| 17        | Trude Gimle           | Norge     | 146   |
| 19        | Bibiana Perez         | Italien   | 122   |
| 20        | Megan Gerety          | USA       | 116   |

### Super-G
| Placering | Namn                | Land      | Poäng |
| --------- | ------------------- | --------- | ----- |
| 01        | Hermann Maier       | Österrike | 516   |
| 02        | Stephan Eberharter  | Österrike | 330   |
| 03        | Andreas Schifferer  | Österrike | 262   |
| 04        | Christian Mayer     | Österrike | 252   |
| 05        | Hans Knauß          | Österrike | 233   |
| 06        | Rainer Salzgeber    | Österrike | 212   |
| 07        | Lasse Kjus          | Norge     | 208   |
| 08        | Fritz Strobl        | Österrike | 178   |
| 09        | Kjetil André Aamodt | Norge     | 167   |
| 10        | Paul Accola         | Schweiz   | 157   |
| 10        | Steve Locher        | Schweiz   | 157   |
| 12        | Josef Strobl        | Österrike | 131   |
| 13        | Didier Cuche        | Schweiz   | 123   |
| 14        | Fredrik Nyberg      | Sverige   | 107   |
| 15        | Werner Franz        | Österrike | 087   |
| 16        | Lasse Paulsen       | Norge     | 080   |
| 17        | Jernej Koblar       | Slovenien | 078   |
| 18        | Stefan Stankalla    | Tyskland  | 075   |
| 19        | Daron Rahlves       | USA       | 064   |
| 20        | Alessandro Fattori  | Italien   | 063   |

| Placering | Namn                     | Land      | Poäng |
| --------- | ------------------------ | --------- | ----- |
| 01        | Alexandra Meissnitzer    | Österrike | 459   |
| 02        | Michaela Dorfmeister     | Österrike | 373   |
| 03        | Martina Ertl             | Tyskland  | 340   |
| 04        | Régine Cavagnoud         | Frankrike | 335   |
| 05        | Renate Götschl           | Österrike | 308   |
| 06        | Hilde Gerg               | Tyskland  | 300   |
| 07        | Corinne Rey-Bellet       | Schweiz   | 272   |
| 08        | Pernilla Wiberg          | Sverige   | 262   |
| 09        | Sylviane Berthod         | Schweiz   | 232   |
| 10        | Regina Häusl             | Tyskland  | 203   |
| 11        | Christiane Mitterwallner | Österrike | 188   |
| 12        | Kathleen Monahan         | USA       | 163   |
| 13        | Sibylle Brauner          | Tyskland  | 160   |
| 14        | Isolde Kostner           | Italien   | 152   |
| 15        | Tanja Schneider          | Österrike | 148   |
| 16        | Brigitte Obermoser       | Österrike | 136   |
| 17        | Karin Blaser             | Österrike | 132   |
| 18        | Karen Putzer             | Italien   | 124   |
| 19        | Carole Montillet         | Frankrike | 107   |
| 20        | Stefanie Schuster        | Österrike | 104   |

### Storslalom
| Placering | Namn                 | Land          | Poäng |
| --------- | -------------------- | ------------- | ----- |
| 01        | Michael von Grünigen | Schweiz       | 483   |
| 02        | Stephan Eberharter   | Österrike     | 410   |
| 03        | Hermann Maier        | Österrike     | 371   |
| 04        | Kjetil André Aamodt  | Norge         | 335   |
| 05        | Christian Mayer      | Österrike     | 297   |
| 06        | Benjamin Raich       | Österrike     | 286   |
| 07        | Hans Knauß           | Österrike     | 281   |
| 08        | Patrick Holzer       | Italien       | 276   |
| 09        | Marco Büchel         | Liechtenstein | 218   |
| 10        | Steve Locher         | Schweiz       | 217   |
| 11        | Heinz Schilchegger   | Österrike     | 207   |
| 12        | Andreas Schifferer   | Österrike     | 201   |
| 13        | Paul Accola          | Schweiz       | 185   |
| 14        | Lasse Kjus           | Norge         | 163   |
| 15        | Fredrik Nyberg       | Sverige       | 162   |
| 16        | Joël Chenal          | Frankrike     | 122   |
| 17        | Giorgio Rocca        | Italien       | 114   |
| 18        | Jure Košir           | Slovenien     | 110   |
| 19        | Siegfried Voglreiter | Österrike     | 106   |
| 20        | Markus Eberle        | Tyskland      | 099   |

| Placering | Namn                     | Land          | Poäng |
| --------- | ------------------------ | ------------- | ----- |
| 01        | Alexandra Meissnitzer    | Österrike     | 652   |
| 02        | Anita Wachter            | Österrike     | 636   |
| 03        | Andrine Flemmen          | Norge         | 518   |
| 04        | Sonja Nef                | Schweiz       | 353   |
| 05        | Anna Ottosson            | Sverige       | 313   |
| 06        | Birgit Heeb              | Liechtenstein | 303   |
| 07        | Leila Piccard            | Frankrike     | 274   |
| 08        | Martina Ertl             | Tyskland      | 270   |
| 09        | Deborah Compagnoni       | Italien       | 256   |
| 10        | Janica Kostelić          | Kroatien      | 243   |
| 11        | Corinne Rey-Bellet       | Schweiz       | 197   |
| 12        | Anja Pärson              | Sverige       | 192   |
| 13        | Špela Pretnar            | Slovenien     | 169   |
| 14        | Hilde Gerg               | Tyskland      | 146   |
| 15        | Karin Roten              | Schweiz       | 144   |
| 16        | Régine Cavagnoud         | Frankrike     | 134   |
| 17        | Karin Köllerer           | Österrike     | 118   |
| 18        | Urška Hrovat             | Slovenien     | 100   |
| 18        | Christiane Mitterwallner | Österrike     | 100   |
| 20        | Kristina Duvillard       | Frankrike     | 093   |

### Slalom
| Placering | Namn                  | Land      | Poäng |
| --------- | --------------------- | --------- | ----- |
| 01        | Thomas Stangassinger  | Österrike | 566   |
| 02        | Jure Košir            | Slovenien | 415   |
| 03        | Finn Christian Jagge  | Norge     | 386   |
| 04        | Kjetil André Aamodt   | Norge     | 363   |
| 04        | Pierrick Bourgeat     | Frankrike | 363   |
| 06        | Sébastien Amiez       | Frankrike | 312   |
| 07        | Benjamin Raich        | Österrike | 260   |
| 08        | Didier Plaschy        | Schweiz   | 232   |
| 09        | Michael von Grünigen  | Schweiz   | 222   |
| 10        | Tom Stiansen          | Norge     | 209   |
| 11        | Fabrizio Tescari      | Italien   | 204   |
| 12        | Christian Mayer       | Österrike | 197   |
| 13        | Giorgio Rocca         | Italien   | 155   |
| 14        | Lasse Kjus            | Norge     | 154   |
| 15        | Markus Eberle         | Tyskland  | 151   |
| 16        | Hans Petter Buraas    | Norge     | 149   |
| 17        | Drago Grubelnik       | Slovenien | 147   |
| 18        | Kalle Palander        | Finland   | 142   |
| 19        | Marco Casanova        | Schweiz   | 136   |
| 20        | Ole Kristian Furuseth | Norge     | 127   |

| Placering | Namn               | Land        | Poäng |
| --------- | ------------------ | ----------- | ----- |
| 01        | Sabine Egger       | Österrike   | 425   |
| 02        | Pernilla Wiberg    | Sverige     | 415   |
| 03        | Anja Pärson        | Sverige     | 374   |
| 04        | Trine Bakke        | Norge       | 335   |
| 05        | Ingrid Salvenmoser | Österrike   | 292   |
| 06        | Kristina Koznick   | USA         | 265   |
| 07        | Špela Pretnar      | Slovenien   | 253   |
| 08        | Karin Roten        | Schweiz     | 242   |
| 09        | Ylva Nowén         | Sverige     | 218   |
| 10        | Urška Hrovat       | Slovenien   | 207   |
| 11        | Janica Kostelić    | Kroatien    | 206   |
| 12        | Zali Steggall      | Australien  | 196   |
| 13        | Nataša Bokal       | Slovenien   | 182   |
| 14        | Karin Köllerer     | Österrike   | 169   |
| 15        | Andrine Flemmen    | Norge       | 157   |
| 16        | Lara Magoni        | Italien     | 135   |
| 17        | Hilde Gerg         | Tyskland    | 122   |
| 18        | Anita Wachter      | Österrike   | 120   |
| 19        | Martina Ertl       | Tyskland    | 116   |
| 20        | Claudia Riegler    | Nya Zeeland | 108   |

### Kombination
| Placering | Namn                | Land      | Poäng |
| --------- | ------------------- | --------- | ----- |
| 01        | Kjetil André Aamodt | Norge     | 180   |
| 01        | Lasse Kjus          | Norge     | 180   |
| 03        | Werner Franz        | Österrike | 100   |
| 04        | Didier Cuche        | Schweiz   | 081   |
| 05        | Markus Herrmann     | Schweiz   | 064   |
| 06        | Paul Accola         | Schweiz   | 060   |
| 06        | Hermann Maier       | Österrike | 060   |
| 08        | Hannes Trinkl       | Österrike | 046   |
| 09        | Kristian Ghedina    | Italien   | 045   |
| 10        | Luca Cattaneo       | Italien   | 042   |

| Placering | Namn                  | Land      | Poäng |
| --------- | --------------------- | --------- | ----- |
| 01        | Hilde Gerg            | Tyskland  | 180   |
| 02        | Janica Kostelić       | Kroatien  | 150   |
| 03        | Trude Gimle           | Norge     | 120   |
| 04        | Michaela Dorfmeister  | Österrike | 082   |
| 05        | Alexandra Meissnitzer | Österrike | 081   |
| 06        | Martina Ertl          | Tyskland  | 080   |
| 07        | Catherine Borghi      | Schweiz   | 065   |
| 08        | Brigitte Obermoser    | Österrike | 064   |
| 09        | Renate Götschl        | Österrike | 045   |
| 10        | Florence Masnada      | Frankrike | 040   |